# Masakazu Koda
Masakazu Koda (født 12. september 1969) er en tidligere japansk fodboldspiller.
Han har spillet for flere forskellige klubber i sin karriere, herunder Sanfrecce Hiroshima og Vissel Kobe.